# توناسكيت
توناسكيت (واشنطن) (بالإنجليزية: Tonasket, Washington)‏ هي مدينة تقع في الولايات المتحدة في مقاطعة أوكانوغان، واشنطن. يقدر عدد سكانها بـ 1,032 نسمة ومساحتها 2.07 كم2 وترتفع عن سطح البحر 280 متر.

## التركيبة السكانية
قام مكتب تعداد الولايات المتحدة بتحديد بيانات التركيبة السكانية لتوناسكيتفي تعداد الولايات المتحدة. في ما يلي، التركيبة السكانية حسب تعدادي 2000 و2010.

### تعداد عام 2000
بلغ عدد سكان توناسكيت 994 نسمة بحسب تعداد عام 2000، وبلغ عدد الأسر 420 أسرة وعدد العائلات 223 عائلة مقيمة في المدينة. في حين سجلت الكثافة السكانية 1,544.7 نسمة لكل ميل مربع (596.4/كم2). وبلغ عدد الوحدات السكنية 482 وحدة بمتوسط كثافة قدره 749.0 نسمة لكل ميل مربع (289.2/كم2).
وتوزع التركيب العرقي للمدينة بنسبة 88.03% من البيض و 1.41% من الأمريكيين الأصليين و 0.70% من الأمريكيين ذوي الأصول الآسيوية و 0.10% من سكان جزر المحيط الهادئ و 0.40% من الأمريكيين الأفارقة و 1.61% من عرقين مختلطين أو أكثر.
بلغ عدد الأسر 420 أسرة كانت نسبة 26.9% منها لديها أطفال تحت سن الثامنة عشر تعيش معهم، وبلغت نسبة الأزواج القاطنين مع بعضهم البعض 37.6% من أصل المجموع الكلي للأسر، ونسبة 11.4% من الأسر كان لديها معيلات من الإناث دون وجود شريك، وكانت نسبة 46.7% من غير العائلات. تألفت نسبة 40.2% من أصل جميع الأسر من أفراد ونسبة 21.9% كانوا يعيش معهم شخص وحيد يبلغ من العمر 65 عاماً فما فوق. وبلغ متوسط حجم الأسرة المعيشية 2.89، أما متوسط حجم العائلات فبلغ 2.14.
بلغ العمر الوسطي للسكان 45 عاماً. وكانت نسبة 22.7% من القاطنين تحت سن الثامنة عشر، وكانت نسبة 6.4% بين الثامنة عشر والأربعة وعشرون عاماً، ونسبة 20.8% كانت واقعةً في الفئة العمرية ما بين الخامسة والعشرون حتى والأربعة وأربعون عاماً، ونسبة 23.0% كانت ما بين الخامسة والأربعون حتى الرابعة والستون، ونسبة 27.0% كانت ضمن فئة الخامسة والستون عاماً فما فوق. يوجد لكل 100 أنثى 80.4 ذكر، ويوجد لكل 100 أنثى في الثامنة عشر من عمرها فما فوق 78.6 ذكر.
بلغ متوسط دخل الأسرة في المدينة 23,523 دولار، أما متوسط دخل العائلة فبلغ 28,393 دولار. وكان متوسط دخل الذكور 28,542 دولار مقابل 22,250 دولار للإناث. وسجل دخل الفرد الخاص بالمدينة 13,293 دولار. وكانت نسبة 22.0% من العائلات ونسبة 23.1% من السكان تحت خط الفقر، وكان من هؤلاء نسبة 26.7% تحت سن الثامنة عشر ونسبة 9.5% في الخامسة والستين من العمر وما فوق.

### تعداد عام 2010
بلغ عدد سكان توناسكيت 1,032 نسمة بحسب تعداد عام 2010، وبلغ عدد الأسر 453 أسرة وعدد العائلات 234 عائلة مقيمة في المدينة. في حين سجلت الكثافة السكانية 1,290.0 نسمة لكل ميل مربع (498.1/كم2). وبلغ عدد الوحدات السكنية 511 وحدة بمتوسط كثافة قدره 638.8 لكل ميل مربع (246.6/كم2).
وتوزع التركيب العرقي للمدينة بنسبة 81.9% من البيض و 2.0% من الأمريكيين الأصليين و 1.0% من الأمريكيين ذوي الأصول الآسيوية و 0.6% من الأمريكيين الأفارقة و 3.3% من عرقين مختلطين أو أكثر.
بلغ عدد الأسر 453 أسرة كانت نسبة 24.3% منها لديها أطفال تحت سن الثامنة عشر تعيش معهم، وبلغت نسبة الأزواج القاطنين مع بعضهم البعض 33.6% من أصل المجموع الكلي للأسر، ونسبة 12.4% من الأسر كان لديها معيلات من الإناث دون وجود شريك، بينما كانت نسبة 5.7% من الأسر لديها معيلون من الذكور دون وجود شريكة وكانت نسبة 48.3% من غير العائلات. وبلغ متوسط حجم الأسرة المعيشية 2.90، أما متوسط حجم العائلات فبلغ 2.13.
بلغ العمر الوسطي للسكان 47.5 عاماً. وكانت نسبة 19.3% من القاطنين تحت سن الثامنة عشر، وكانت نسبة 9.8% بين الثامنة عشر والأربعة وعشرون عاماً، ونسبة 17.7% كانت واقعةً في الفئة العمرية ما بين الخامسة والعشرون حتى والأربعة وأربعون عاماً، ونسبة 27% كانت ما بين الخامسة والأربعون حتى الرابعة والستون، ونسبة 26.3% كانت ضمن فئة الخامسة والستون عاماً فما فوق. وتوزع التركيب الجنسي للسكان بنسبة 47.9% ذكور و52.1% إناث.